# Break Point
Ne doit pas être confondu avec Point Break.
Pour les articles homonymes, voir Breakpoint.
Break Point, ou Balle de bris au Québec, est une émission de télévision documentaire britannique produite en collaboration avec l'Association of Tennis Professionals (ATP) et la Women's Tennis Association (WTA) pour la diffusion sur la plateforme de VOD Netflix.
La série suit le parcours de plusieurs espoirs ou figures du tennis mondial, hommes et femmes, durant la saison 2022 et vise à faire découvrir les coulisses des plus grands tournois de tennis et de la préparation des joueurs.
La première partie (épisodes 1 à 5) sort le 13 janvier 2023 en France, et quelques jours auparavant dans les autres pays. Elle se concentre sur l'Open d'Australie, l'Open de Madrid, les tournois d'Indian Wells et de Roland-Garros.
La seconde, composée des épisodes 6 à 10, est prévue pour juin 2023. Elle sort finalement le 21 juin 2023.
En mars 2023, Netflix annonce reconduire la série pour une seconde saison, celle ci sort le 8 mars 2024. 

## Joueurs suivis

### Circuit ATP
- Félix Auger-Aliassime[2]
- Matteo Berrettini[4]
- Taylor Fritz[4]
- Nick Kyrgios[4]
- Casper Ruud[4]
- Frances Tiafoe
- Alexander Zverev
- Holger Rune

### Circuit WTA
- Ons Jabeur[5]
- Ajla Tomljanović[5]
- María Sákkari[5]
- Iga Swiatek
- Paula Badosa
- Aryna Sabalenka

## Production
En janvier 2022, Netflix confie au producteur de la série Formula 1 : Drive to Survive, James Gay-Rees, la réalisation d'une série documentaire centrée sur le circuit professionnel de tennis, et en particulier les quatre tournois du grand Chelem. Ce dernier et Paul Martin sont nommés producteurs exécutifs. En décembre 2022, Netflix révèle le futur titre de la série et le casting des joueurs.

## Épisodes

### Saison 1

#### Première partie
1. Le Rebelle (The Maverick) : Le premier épisode est consacré à Nick Kyrgios, qui a dû mettre sa carrière en pause après des blessures.
2. Une couronne à saisir (Take the Crown) : Cet épisode se concentre sur le parcours de Matteo Berrettini et Ajla Tomljanović à l'Open d'Australie, en l'absence du champion Novak Djokovic.
3. Rêves californiens (California Dreaming) : María Sákkari et Taylor Fritz jouent à Indian Wells, parfois considéré comme « le cinquième Grand Chelem ».
4. De grandes espérances (Great Expectations) : L'épisode suit l'espagnole Paula Badosa et la tunisienne Ons Jabeur, qui visent toute deux la victoire au tournoi de Madrid.
5. Le Roi de la terre battue (King of Clay) : Dans le sillage de Rafael Nadal, les deux jeunes champions Casper Ruud et Félix Auger-Aliassime cherchent à établir leur domination sur la terre battue de Roland-Garros.

#### Seconde partie
1. Parmi les meilleurs (Belonging)
2. Saints et pécheurs (Saints and Sinners)
3. Un conte de fées à New York (Fairytale in New York)
4. Sous pression (Under Pressure)
5. Une dernière chance (One Last Chance)

### Saison 2
1. La malédiction (The Curse)
2. L'avenir t'appartient (The Future is Yours)
3. Ami ou ennemi (Friend or Foe)
4. Des comptes à régler (Unfinished Business)
5. Maintenant ou jamais (Now or Never)
6. Avènements (Becoming the One)

## Accueil
Pour la première partie de la série, l'agrégateur de notes Metacritic attribue une note de 70/100, plutôt favorable, en se basant majoritairement sur les avis de la presse. Rotten Tomatoes donne lui un score de 81/100, basé sur 16 critiques. Sur Allociné, la note moyenne, établie à partir de 47 avis, est de 3.5/5. La série reçoit des avis globalement mitigés de la part des spectateurs.